# 不能打壓我們
《不能打壓我們》（英語：Can't Hold Us Down）是美國歌手克莉絲汀·阿奎萊拉與美國饒舌歌手莉兒·金的一首歌曲，收錄於阿奎萊拉第四張錄音室專輯《裸》。歌曲於2003年7月8日由RCA唱片作為專輯《裸》第四支單曲發行。歌曲由斯科特·史托赫創作與製作，阿奎萊拉與麥特·莫利斯亦加入創作歌曲。《不能打壓我們》是一首帶有舞場雷鬼風格的節奏藍調與嘻哈歌曲，歌詞批判了關於性別的雙重標準。
《不能打壓我們》歌曲獲得樂評家反響不一的評價。歌曲於「第46屆格林美獎」上獲提名「格林美最佳流行對唱」一獎，但其後敗給史汀與瑪麗·布莱姬的《Whenever I Say Your Name》。歌曲發行後登上美國《告示牌》百強單曲榜第12位，並打進澳洲、丹麥、愛爾蘭與英國等多國排行榜前10位。阿奎萊拉其後在「愛你無罪與裸演唱會」、「裸全球巡迴演唱會」、「天生歌姬全球巡迴演唱會」與「解放巡迴演唱會」上皆演唱過歌曲。
歌曲的音樂錄像帶由大衛·拉切貝爾拍攝，內容受1980年代紐約市的下東區所啟發。歌曲被廣泛認為是一首女性主義歌曲。

## 背景與發行
在發行三張錄音室專輯《克莉絲汀·阿奎萊拉》、《拉丁情懷》與《戀戀祝福》後，克莉絲汀·阿奎萊拉的知名度迅速提升。然而阿奎萊拉對於當時的經理人史蒂夫·庫茲給予自己的市場定位感到不滿。在2000年年底，阿奎萊拉聘請了歐文·阿佐夫作為自己的新經理人，並宣佈新專輯的曲風與歌詞將會比以往更有深度。她把專輯命名為《Stripped》（裸），解釋專輯的名稱代表「全新的開始，作為新歌手再次認識（她）」。嘻哈製作人斯科特·史托赫為專輯撰寫並製作了多首歌曲，包括《不能打壓我們》。阿奎萊拉與麥特·莫利斯亦一同加入歌曲的創作。
《不能打壓我們》於2003年7月8日由RCA唱片派往美國流行電台與當代節奏電台，作為《裸》的第四支單曲發行。RCA唱片與索尼音樂娛樂於2003年9月至10月於英國、德國與意大利發行了歌曲的CD單曲。歌曲的12英吋單曲版本於2003年9月9日在美國發行。

## 音樂與歌詞
《不能打壓我們》的調為降E大調。《告示牌》的查克·泰勒形容歌曲為節奏藍調歌曲，而《紐約時報》的凱萊法·桑尼則以嘻哈歌曲形容它。《Stylus雜誌》的托德·伯恩斯歌曲亦指出歌曲包含的舞場雷鬼風格。阿奎萊拉與金於歌曲的聲樂從F3到F5跨越了兩個八度，並被泰勒形容為「仿節奏藍調」。
《不能打壓我們》的歌詞討論了女性主義，並批評了「普遍的」性別雙重標準，其中男性因進行帶有性意味的行為而受到讚頌，相反女性則受到鄙視。在書籍《饒舌與嘻哈的治療用途》中，蘇珊·哈德利與喬治·揚西形容《不能打壓我們》是一首「鼓勵年輕女性變得自信、堅強，並讓她們成為自己想要的模樣」的嘻哈歌曲。在歌曲首段，阿奎萊拉唱出「只因我說出心中所想，你便罵我婊子／假如我只坐在那裡笑著，你會更容易接受」。她其後在副歌中反駁所有女性「都應該被看見，而不是聽見」，並鼓勵她們「喊大聲點」。阿奎萊拉於歌詞中談論了雙重標準：「男人獲得了所有的榮耀和光輝／女生做同樣的事卻要被你罵」。莉兒·金在橋段部分亦有唱出相近想法，質疑男性為何能夠給予女性「性愛甚至不安全性愛」，而「女生這樣做則是個蕩婦」。
媒體猜測《不能打壓我們》的歌詞是針對饒舌歌手阿姆而寫，以回應對方曾在歌曲《牆外》以及《超級大痞子》提到自己。《Spin》雜誌的喬許·昆指出阿奎萊拉認為阿姆「吹噓實在太大／以把小事誇大」。根據《紐約時報》的凱萊法·桑尼，阿奎萊拉以歌詞「你只能透過爭議獲取名氣，實在令人感傷」回應阿姆。

## 反響

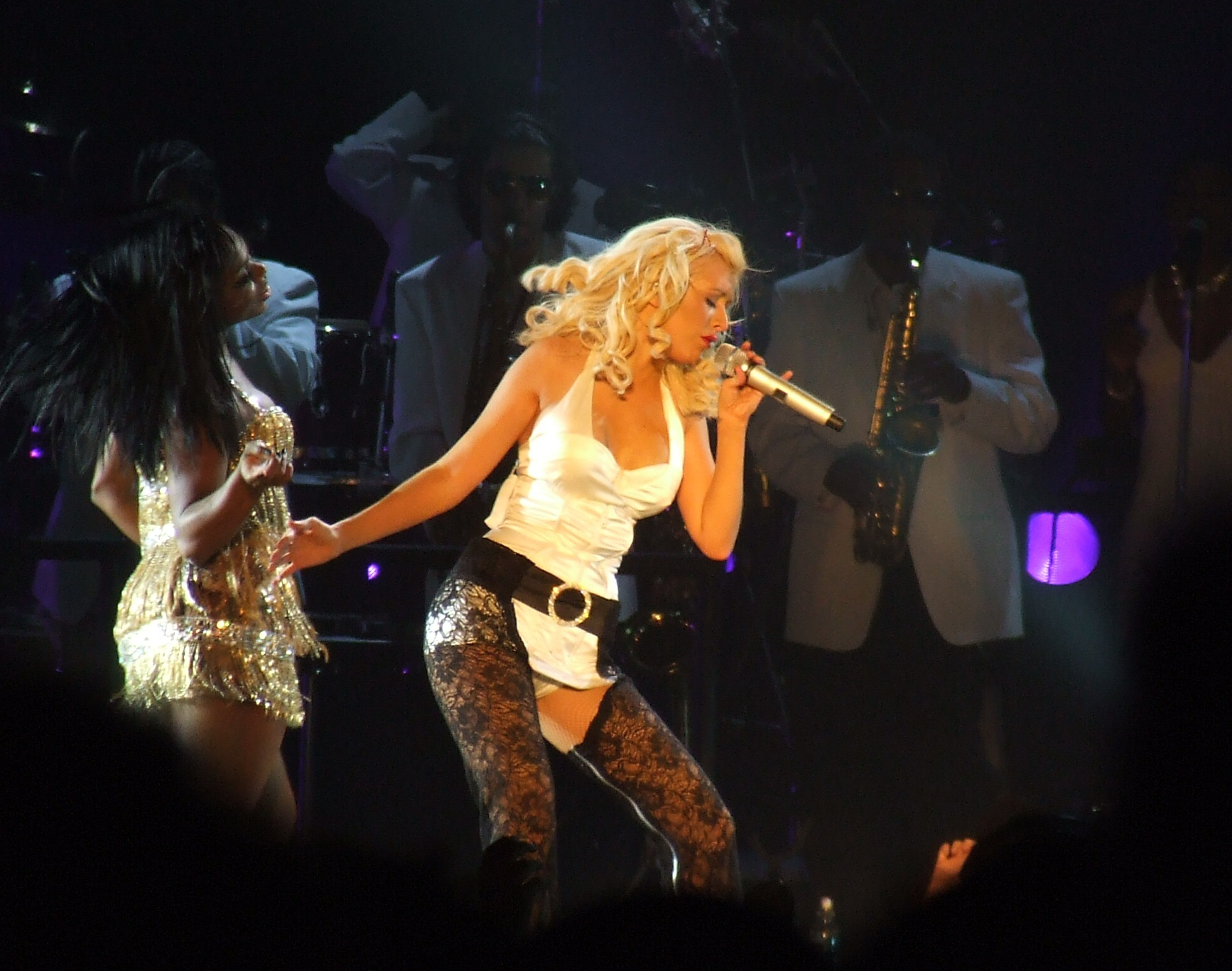
阿奎萊拉在2006年11月的「天生歌姬全球巡迴演唱會」的都柏林場次上演唱《不能打壓我們》片段。

《告示牌》的查克·泰勒批評歌曲是「浪費時間與天賦」，而《滾石》的揚希·鄧恩以「死氣沉沉得奇怪」形容歌曲。《Stylus雜誌》的托德·伯恩斯對歌曲「平淡的」歌詞持批評態度，但讚揚了歌曲結尾出現的舞場雷鬼元素。《Spin》的喬許·昆稱讚歌曲的歌詞比起跟她同期的布蘭妮·斯皮爾斯的作品更加爭議性。《BBC音樂》的杰奎琳·霍奇斯讚揚了莉兒·金的參與為歌曲增添「一點優勢」。《不能打壓我們》於2004年的「第46屆格林美獎」上獲提名「格林美最佳流行對唱」一獎，但其後敗給史汀與瑪麗·布莱姬的《Whenever I Say Your Name》。在評論阿奎萊拉2008年的精選輯《精靈神話精選+ 新曲》時，《數碼間諜》的尼克·萊文對於歌曲未能收錄當中而感到失望。
《不能打壓我們》最高登上美國《告示牌》百強單曲榜第12位，並打進主流四十強單曲榜第3位。歌曲亦登上加拿大單曲榜第4位。在澳洲，《不能打壓我們》最高登上澳大利亞唱片業協會榜第5位。歌曲亦獲澳大利亞唱片業協會認證為金唱片，代表在該國出貨量達到35,000張。歌曲亦登上紐西蘭單曲榜第2位。歌曲打進了匈牙利單曲榜第4位、愛爾蘭單曲榜第5位，以及英國單曲排行榜第6位。歌曲亦分別登上了比利時瓦隆尼亞單曲榜第7位，以及法蘭德斯單曲榜第15位。在丹麥的Tracklisten單曲榜，《不能打壓我們》最高登上了第8位，歌曲亦登上了官方德國榜單第9位。
歌曲被廣泛認同為女性主義歌曲。《查爾斯頓公報》的尼古拉斯·蘭斯伯頓在2013年把歌曲評選為十大女性賦權歌曲之一，稱歌曲是首「關於女性在厭女世界中捍衛自己的偉大頌歌」。《影音俱樂部》的多名評論家在2010年把歌曲評選進17首「本意良好但遭錯判的女性主義歌曲」之一，他們同意歌曲本身是「她其中一首好歌」，只是歌曲的音樂錄像帶蓋過了歌詞「對於（反抗）女性性表現的雙重標準」的意義，因為阿奎萊拉挑釁的表現違背了歌詞本身的意思。《伯頓郵報》的亞斯敏·塞迪在2013年把歌曲列入她的「十大女性賦權歌曲」之一。

## 音樂錄像帶

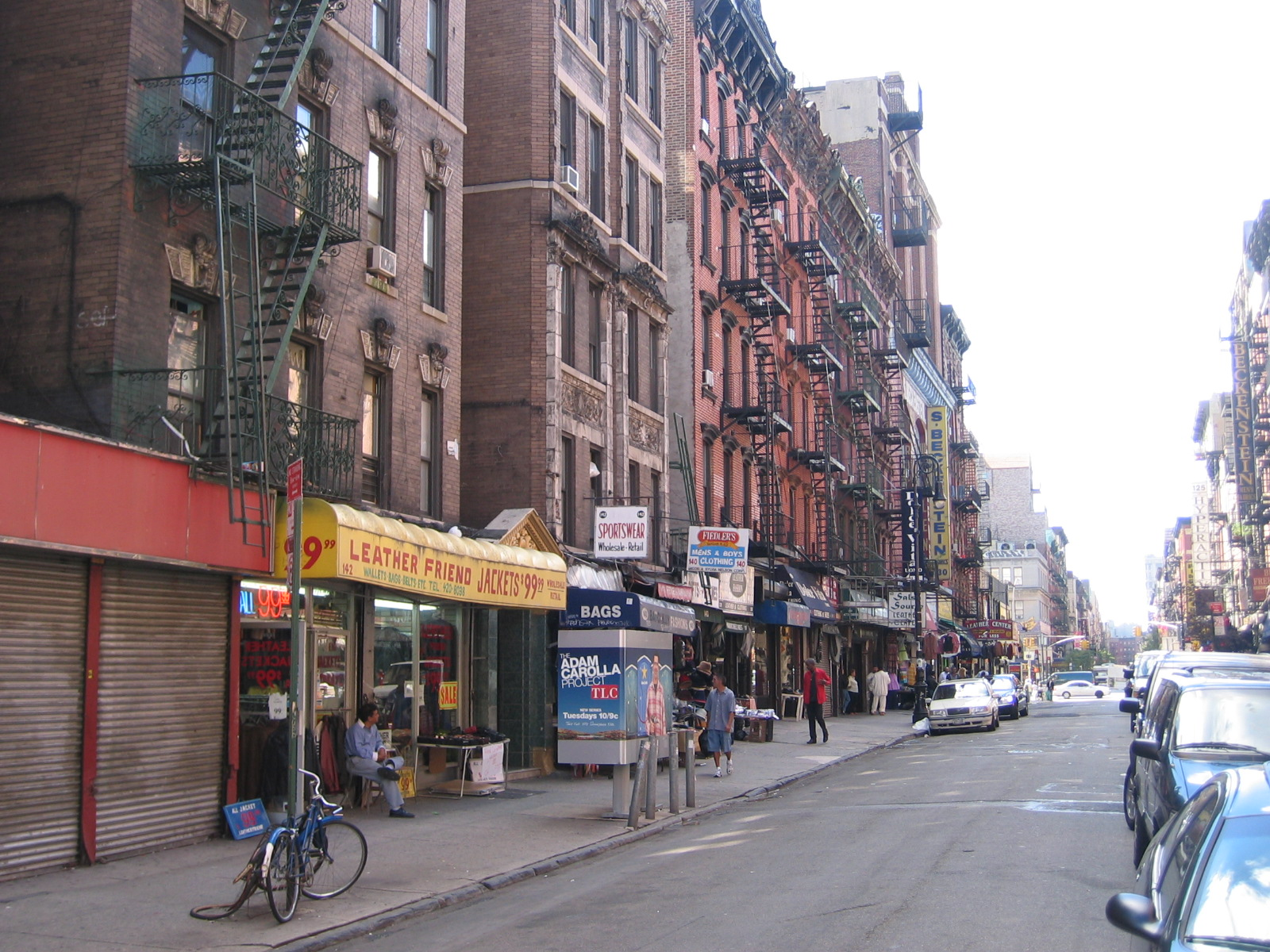
音樂錄像帶內容受1980年代紐約市曼哈頓的下東區所啟發。

《不能打壓我們》的音樂錄像帶由大衛·拉切貝爾拍攝，拉切貝爾亦曾拍攝《裸》的主打單曲《下流》的音樂錄像帶。錄像帶於洛杉磯取景拍攝，描繪出1980年代紐約曼哈頓的下東區街區。拉切貝爾形容錄像帶的意念為他對「80年代的頌讚」。在錄像帶中，阿奎萊拉身穿粉紅背心、無袖運動外套、短褲、一頂繡有「Lady C」字樣的淡紫色棒球帽以及純白長襪。她把頭髮染成黑色，塗上深色睫毛膏以及穿上金色鼻環。
錄像帶以阿奎萊拉跟一群女生閒聊作為開始。當阿奎萊拉離開她們的時候，一名黑人男生突然上前抓住她的臀部，使阿奎萊拉停下來並跟男生爭吵起來。當阿奎萊拉開始唱歌的時候，街區周遭的女性亦加入她的行列，而男性居民則加入該男生的行列並排成一行。他們互相以嘻哈舞蹈鬥技。在橋段的時候，莉兒·金以一身比基尼泳衣跟黑色罩衫造型現身，並踩著高跟鞋跳舞。爭執最終以阿奎萊拉拿起水管對著一眾男性噴水結束，她亦把水管放在雙腿之間以模仿陰莖。

### 反響
《影音俱樂部》的傑森·海勒批評拉切貝爾以錄像帶不相關的概念「（吞掉）歌曲的信息」。在書籍《音樂錄像帶與政治代表》中，黛安·雷爾頓與保羅·華生認為錄像帶是文化挪用的代表作品，指出阿奎萊拉如何把自己表現得像個非裔美國女性，並闡述作品明顯「對於表現性別與種族存在大量問題」。《混音器雜誌》的安迪·寇恩則給予作品相對正面的評價，認為阿奎萊拉的「無禮」充分反映出她的愛爾蘭與厄瓜多爾背景。
《不能打壓我們》的音樂錄像帶作為文化專用的例子而受到學術界的關注。《黑人研究期刊》的作家穆拉利·巴拉吉在專欄《潑婦抵抗素：重新定義嘻哈音樂錄像帶中的黑人女性》中提出「黑人與性表現」已經成為非裔美國婦女自我定義的特徵。他亦指出莉兒·金在作品中代表了「原始性表現」的元素，而阿奎萊拉則以作品中自身的表現作為模仿。在《女權主義媒體研究》的專欄《壞女孩和精力充沛的女人：音樂錄像帶中女性異性戀的表現》中黛安·雷頓和保羅·沃森指出了歌詞「世界各地遍布我的女孩」與阿奎萊拉跟金「黑白分明的身體」互相矛盾。

## 現場表演
在與賈斯汀·提姆布萊克共同舉行的演唱會「愛你無罪與裸演唱會」上，阿奎萊拉曾獨自表演《不能打壓我們》。在2003年年底，歌曲亦加入「裸全球巡迴演唱會」的表演歌單作為演唱曲目。表演的倫敦場次其後收錄於阿奎萊拉的映像作品《Stripped Live in the U.K.》中。在「天生歌姬全球巡迴演唱會」上，阿奎萊拉演唱了《不能打壓我們》與《仍然下流》的串燒曲。在「解放巡迴演唱會」上，阿奎萊拉亦再次演唱了《不能打壓我們》。

## 歌曲列表
| - CD單曲 1. "Can't Hold Us Down" – 4:15 2. "Can't Hold Us Down" (Sharp Boys Orange Vocal Remix) – 7:22 3. "Can't Hold Us Down" (Jacknife Lee Remix) – 4:30 | - 12英吋單曲 1. "Can't Hold Us Down" (album version) – 4:15 2. "Can't Hold Us Down" (instrumental) – 4:29 3. "Can't Hold Us Down" (a capella) – 4:25 |

- DVD單曲

1. "Can't Hold Us Down" (video) - 4:15
2. "Can't Hold Us Down" (album version) - 4:15
3. "Beautiful" (Brother Brown Divine Remix) - 9:07
4. "Impossible" (Performance Snippet) - 1:00
5. "Get Mine Get Yours" (Performance Snippet) - 1:00

## 製作名單
製作名單來自《不能打壓我們》CD內頁。
錄音室
- 混音（唱片工場（英语：The Record Plant），洛杉磯，加利福尼亞州）
- 聲音錄製（企業錄音室，伯班克，加利福尼亞州以及康威錄音室，荷里活）

製作群
- 詞曲創作 – 克莉絲汀·阿奎萊拉、斯科特·史托赫（英语：Scott Storch）、麥特·莫利斯（英语：Matt Morris (musician)）
- 製作 – 斯科特·史托赫
- 聲樂編排 – 克莉絲汀·阿奎萊拉
- 聲樂製作 – 克莉絲汀·阿奎萊拉、E.道克
- 混音 – 托尼·瑪莎拉蒂

- 混音協助 – 安東尼·克霍佛

- 聲音錄製和再現 – 瓦西姆·瑞克、奧斯卡·拉米雷斯
- 工程協助 – 亞倫·李普萊、約翰·莫里猜、凱文·西曼斯基、斯科特·惠廷
- 鼓 – 卡梅倫·霍夫
- 和聲 – 水晶鼓手、查理·海因斯、埃里卡·金、托亞·史密斯
- 承蒙女王蜂／大西洋唱片公司邀請莉兒·金參與

## 榜單成績
| 週榜單（2003年）                     | 最高 位置 |
| ------------------------------------ | --------- |
| 澳大利亚（澳大利亚唱片业协会單曲榜） | 5         |
| 奥地利（Ö3四十强单曲榜）             | 13        |
| 比利时瓦隆（Ultratop五十强单曲榜）   | 15        |
| 比利时佛兰德（Ultratop五十强单曲榜） | 7         |
| 巴西（巴西唱片業協會）               | 32        |
| 丹麥（Hitlisten单曲榜）              | 8         |
| 歐洲（歐洲百強單曲榜）               | 9         |
| 法国（法國唱片出版業公會單曲榜）     | 27        |
| 匈牙利（四十强电台榜）               | 4         |
| 冰島（Íslenski listinn）             | 2         |
| 愛爾蘭（愛爾蘭唱片音樂協會单曲榜）   | 5         |
| 意大利（意大利音乐产业联盟单曲榜）   | 20        |
| 荷蘭（荷蘭40強單曲榜）               | 10        |
| 新西兰（新西兰唱片音乐协会单曲榜）   | 2         |
| 挪威（世道單曲榜）                   | 14        |
| 波蘭（波蘭音樂榜）                   | 27        |
| 羅馬尼亞（羅馬尼亞百強單曲榜）       | 13        |
| 蘇格蘭（官方榜单公司單曲榜）         | 7         |
| 瑞典（瑞典最熱榜）                   | 12        |
| 瑞士（瑞士热门音乐榜）               | 11        |
| 英國（官方榜单公司單曲榜）           | 6         |
| 美国（《告示牌》百大單曲榜）         | 12        |
| 美國（《告示牌》Pop Airplay）        | 3         |
| 美國（《告示牌》Rhythmic Songs）     | 14        |

| 年榜單（2003年）                     | 位置 |
| ------------------------------------ | ---- |
| 澳大利亞（澳大利亞唱片業協會單曲榜） | 95   |
| 德國（官方德國榜單）                 | 66   |
| 荷蘭（荷蘭40強單曲榜）               | 94   |
| 紐西蘭（紐西蘭唱片音樂協會）         | 29   |
| 瑞士（瑞士熱門音樂榜）               | 44   |
| 英國（官方榜單公司單曲榜）           | 108  |
| 美國（《告示牌》百強單曲榜）         | 67   |

## 認證
| 地區                           | 认证 | 认证单位/销量 |
| ------------------------------ | ---- | ------------- |
| 澳大利亚（澳大利亚唱片业协会） | 金   | 35,000^       |
| ^僅含認證的出貨量              |      |               |

## 資源來源
1. ↑  Ogunnaike, Lola. . The New York Times. 紐約時報公司. July 28, 2006  [April 20, 2016].
2. ↑  Stitzel, Kim. . MTV News. Viacom Media Networks. February 2002  [2019-10-27]. （原始内容存档于2002-04-02）.
3. ↑  Gardner, Elysa. . USA Today. Gannett Company. October 24, 2002  [February 4, 2014]. （原始内容存档于2016-03-01）.
4. ↑  Vineyard, Jennifer. . MTV News. Viacom Media Networks. October 31, 2002  [February 4, 2014]. （原始内容存档于2014-07-15）.
5. ↑  Unterberger, Andrew. . Billboard. Prometheus Global Media. June 19, 2013  [July 2, 2013]. （原始内容存档于2019-07-23）.
6. ↑   (音像媒体说明). Christina Aguilera. RCA Records. 2002.
7. ↑  . Radio & Records. VNU Media. July 8, 2003  [2019-10-27]. （原始内容存档于2013-10-21）.
8. ↑  . Radio & Records. VNU Media. July 8, 2003  [May 31, 2014]. （原始内容存档于2013-06-10）.
9. 1 2  . Amazon.co.uk.   [April 25, 2013]. （原始内容存档于2013-05-22）.
10. ↑  . Amazon.de.   [2019-10-27]. （原始内容存档于2016-03-06） （德语）.
11. ↑  . Amazon.it.   [February 6, 2014]. （原始内容存档于2020-07-10） （意大利语）.
12. 1 2  . Amazon.com.   [February 16, 2015]. （原始内容存档于2015-02-16）.
13. 1 2 3 4  Heller, Jason; Koski, Genevieve; Pierce, Leonard; Robinson, Tasha; Ryan, Kyle; Zulkey, Claire. . The A.V. Club (The Onion). March 15, 2010  [2019-10-27]. （原始内容存档于2010-04-03）.
14. 1 2  . Musicnotes.com. 环球音乐出版集团.   [2019-10-27]. （原始内容存档于2013-10-20）.
15. 1 2 3  Taylor, Chuck. . Billboard (Prometheus Global Media). July 12, 2013, 115 (28): 36  [October 16, 2013].
16. ↑  Sanneh, Kelefa. . The New York Times (The New York Times Company). July 29, 2006  [2020-12-11]. （原始内容存档于2015-02-16）.
17. 1 2  Burns, Todd. . Stylus Magazine. September 1, 2003  [2019-10-27]. （原始内容存档于2016-03-03）.
18. ↑  Masley, Ed. . Pittsburgh Post-Gazette. John Robinson Block. November 1, 2012  [2019-10-27]. （原始内容存档于2014-02-22）.
19. 1 2 3 4  Railton & Watson 2011，第88頁.
20. ↑  Hadley & Yancy 2012，第94頁.
21. 1 2 3  Moss, Corey. . MTV News. Viacom Media Networks. May 16, 2003  [April 25, 2013]. （原始内容存档于2020-10-18）.
22. 1 2  Saeidi, Yasamin. . Burton Mail. Local World. March 8, 2013  [2019-10-27]. （原始内容存档于2013-03-11）.
23. 1 2 3  Kun, Josh. . Spin. Spin Media. July 15, 2003  [2019-10-27]. （原始内容存档于2015-10-01）.
24. 1 2  Sanneh, Kelefa. . The New York Times (The New York Times Company). September 8, 2002  [August 11, 2013]. （原始内容存档于2013-09-21）.
25. ↑  Helling, Steve. . People. Time Inc. May 12, 2009  [April 25, 2013]. （原始内容存档于2011-11-07）.
26. ↑  Dunn, Jancee. . Rolling Stone. Jann Wenner. November 5, 2002  [April 25, 2013]. （原始内容存档于2013-09-21）.
27. ↑  Hodges, Jacqueline. . BBC Music. BBC. November 20, 2002  [April 25, 2013]. （原始内容存档于2015-04-03）.
28. ↑  . Viacom Media Networks.   [2019-10-27]. （原始内容存档于2004-02-20）.
29. ↑  Levine, Nick. . Digital Spy. Hearst Corporation. November 10, 2008  [2019-10-27]. （原始内容存档于2016-03-16）.
30. 1 2 3  "Christina Aguilera Chart History (Hot 100)". Billboard.  [February 5, 2014].（英語）.
31. ↑  . AllMusic. All Media Network.   [February 6, 2014]. （原始内容存档于2015-10-12）.
32. 1 2  "Australian-charts.com – Christina Aguilera feat. Lil' Kim – Can't Hold Us Down". ARIA Top 50 Singles.  [February 5, 2014].  （英語）.
33. 1 2   (PDF). Australian Recording Industry Association.   [April 26, 2013] （英语）.
34. 1 2  "Charts.nz – Christina Aguilera feat. Lil' Kim – Can't Hold Us Down". Top 40 Singles.  [February 5, 2014].（英語）.
35. 1 2  "Archívum – Slágerlisták – MAHASZ". Rádiós Top 40 játszási lista. Magyar Hanglemezkiadók Szövetsége.    （匈牙利語）.
36. 1 2  "Chart Track: Week 37, 2003". Irish Singles Chart.  [February 5, 2014].  （英語）.
37. ↑  . UK Singles Chart. Official Charts Company. September 20, 2003  [2019-10-27]. （原始内容存档于2014-11-29）.
38. 1 2  "Ultratop.be – Christina Aguilera feat. Lil' Kim – Can't Hold Us Down". Ultratop 50.   [February 5, 2014]. （荷蘭語）.
39. 1 2  "Ultratop.be – Christina Aguilera feat. Lil' Kim – Can't Hold Us Down". Ultratop 50.   [February 5, 2014]. （法語）.
40. 1 2  "Danishcharts.com – Christina Aguilera feat. Lil' Kim – Can't Hold Us Down". Hitlisten.  [February 5, 2014].（丹麥語）.
41. ↑  Ransbottom, Nicholas. . The Charleston Gazette. The Daily Gazette Company. March 1, 2013  [February 4, 2014]. （原始内容存档于2013-11-09）. 参数|newspaper=与模板{{cite web}}不匹配（建议改用{{cite news}}或|website=） (帮助)
42. 1 2  Besigiroha 2010，第244–245頁.
43. ↑  . The Fader. Andy Cohn. March 23, 2010  [February 4, 2014]. （原始内容存档于2010-10-28）.
44. ↑  Balaji 2008，第5–20頁.
45. ↑  Railton & Watson 2005，第51–63頁.
46. ↑  Chonin, Neva. . San Francisco Chronicle (Hearst Corporation). June 9, 2013  [August 16, 2013]. （原始内容存档于2020-07-09）.
47. ↑  Adams, Cameron. . Herald Sun (The Herald and Weekly Times). December 12, 2003.
48. ↑  Vineyard, Jennifer. . MTV News. Viacom Media Networks. July 11, 2006  [July 6, 2013]. （原始内容存档于2014-07-23）.
49. ↑  Julia Knowles (director), Sharon Ali (producer) and Christina Aguilera (singer-songwriter, producer). . United Kingdom: RCA Records. October 12, 2004.
50. ↑  Evan, Chris. . Blogcritics. March 26, 2007  [July 30, 2013]. （原始内容存档于2013-06-11）.
51. ↑  Lauren, Erica. . setlist.fm. September 27, 2018  [October 27, 2019]. （原始内容存档于2020-07-09）.
52. ↑   (CD single liner notes). Christina Aguilera featuring Lil' Kim. Europe: RCA Records, a division of Sony Music Entertainment. 2003. 8-28765-56042-9.
53. ↑  "Austriancharts.at – Christina Aguilera feat. Lil' Kim – Can't Hold Us Down". Ö3 Austria Top 40.  [February 5, 2014]. （德語）.
54. ↑   (PDF). ABPD. October 6, 2001  [December 16, 2018]. （原始内容存档 (PDF)于2018-11-18）.
55. ↑  . Billboard (Prometheus Global Media). October 25, 2003, 115 (43): 59  [April 17, 2016].
56. ↑  "Lescharts.com – Christina Aguilera feat. Lil' Kim – Can't Hold Us Down". Les classement single.  [February 5, 2014].（法語）.
57. ↑   (PDF). Íslenski listinn.   [April 5, 2019]. （原始内容 (PDF)存档于2019-04-05） （冰岛语）.
58. ↑  "Italiancharts.com – Christina Aguilera feat. Lil' Kim – Can't Hold Us Down". Top Digital Download.  [February 5, 2014].（英語）.
59. ↑  . Dutch Top 40.   [March 24, 2015]. （原始内容存档于2016-04-24）.
60. ↑  "Norwegiancharts.com – Christina Aguilera feat. Lil' Kim – Can't Hold Us Down". VG-lista.  [February 5, 2014].（挪威語）.
61. ↑  . PiF PaF Production.   [April 5, 2019]. （原始内容存档于2004-11-08）.
62. ↑  . Romanian Top 100.   [2018-09-12]. （原始内容存档于2005-05-14）.
63. ↑  "Official Scottish Singles Sales Chart Top 100". Official Charts Company.  [June 17, 2015].（英語）.
64. ↑  "Swedishcharts.com – Christina Aguilera feat. Lil' Kim – Can't Hold Us Down". Singles Top 100.  [February 5, 2014].（英語）.
65. ↑  "Swisscharts.com – Christina Aguilera feat. Lil' Kim – Can't Hold Us Down". Swiss Singles Chart.  [February 5, 2014].（英語）.
66. ↑  "Official Singles Chart Top 100". Official Charts Company.  [February 5, 2014].（英語）.
67. ↑  "Christina Aguilera Chart History (Pop Songs)". Billboard.  [February 5, 2014].（英語）.
68. ↑  "Christina Aguilera Chart History (Rhythmic)". Billboard.  [February 5, 2014].（英語）.
69. ↑  . ARIA Charts.   [April 25, 2013]. （原始内容存档于2012-01-03）.
70. ↑  . Media Control Charts.   [April 20, 2016]. （原始内容存档于2015-05-09） （德语）.
71. ↑  . Single Top 100.   [April 25, 2013]. （原始内容存档于2011-09-19）.
72. ↑  . Recorded Music NZ.   [April 25, 2013]. （原始内容存档于2014-02-21）.
73. ↑  . Schweizer Hitparade.   [2019-10-27]. （原始内容存档于2013-12-27）.
74. ↑   (PDF). UKChartsPlus（英语：UKChartsPlus）. British Phonographic Industry.   [April 25, 2013]. （原始内容存档 (PDF)于2016-03-31）.